# Nauka jazdy (program telewizyjny)
Nauka jazdy – polski telewizyjny program rozrywkowy emitowany w latach 2001–2002 na antenie TVN, 2017–2018 i 2022 na antenie TTV oraz od 2025 na antenie TVN Turbo.
W marcu 2025 ogłoszono castingi do 9. serii programu, która ma zostać wyprodukowana dla stacji telewizyjnej TVN Turbo.

## Charakterystyka programu
W programie biorą udział kursanci i instruktorzy nauki jazdy. Prowadzący kurs podróżują po śląskich, małopolskich i stołecznych drogach, na których szkolą przyszłych kierowców.

## Instruktorzy
| Instruktor         | Edycja | Edycja | Edycja | Edycja | Edycja | Edycja | Edycja | Edycja |
| Instruktor         | 1.     | 2.     | 3.     | 4.     | 5.     | 6.     | 7.     | 8.     |
| ------------------ | ------ | ------ | ------ | ------ | ------ | ------ | ------ | ------ |
| Łukasz Kmiecik     |        |        |        | ●      | ●      | ●      | ●      | ●      |
| Ewa Kwaszyńska     |        |        |        |        |        |        |        | ●      |
| Mariusz Włodarczyk |        |        |        |        |        |        |        | ●      |
| Jan Wasilewski     |        |        |        |        |        |        |        | ●      |
| Zbigniew Chrzan    |        |        |        | ●      | ●      | ●      | ●      |        |
| Justyna Kalisz     |        |        |        |        | ●      | ●      | ●      |        |
| Edyta Bartosiak    |        |        |        |        |        | ●      | ●      |        |
| Grzegorz Stasiak   | ●      | ●      | ●      |        |        |        | ●      |        |
| Anetta Gniezińska  |        |        |        | ●      | ●      |        |        |        |
| Kamila Tutak       |        |        |        | ●      |        |        |        |        |
| Małgorzata Mandryk | ●      | ●      | ●      |        |        |        |        |        |

## Emisja programu
Uwaga: tabela zawiera daty odnoszące się wyłącznie do pierwszej emisji telewizyjnej; nie uwzględniono w niej ewentualnych prapremier w serwisach internetowych (np. Player).
| Seria | Odcinki     | Pierwsza emisja telewizyjna | Pierwsza emisja telewizyjna | Pierwsza emisja telewizyjna | Pierwsza emisja telewizyjna | Pierwsza emisja telewizyjna |
| Seria | Odcinki     | Sezon                       | Początek emisji             | Koniec emisji               | Pora emisji                 | Stacja telewizyjna          |
| ----- | ----------- | --------------------------- | --------------------------- | --------------------------- | --------------------------- | --------------------------- |
| 1.    | 1–11 (11)   | wiosna 2001                 | 4 marca 2001                | 13 maja 2001                | niedziela 13.30             | TVN                         |
| 2.    | 12–29 (18)  | jesień 2001                 | 2 września 2001             | 30 grudnia 2001             | niedziela 13.30             | TVN                         |
| 3.    | 30–45 (16)  | wiosna 2002                 | 3 marca 2002                | 16 czerwca 2002             | niedziela 13.30             | TVN                         |
| 4.    | 46–57 (12)  | wiosna 2017                 | 28 lutego 2017              | 20 maja 2017                | wtorek 22.30                | TTV                         |
| 5.    | 58–67 (10)  | jesień 2017                 | 5 września 2017             | 7 listopada 2017            | wtorek 22.00                | TTV                         |
| 6.    | 68–80 (13)  | wiosna 2018                 | 27 lutego 2018              | 22 maja 2018                | wtorek 22.00                | TTV                         |
| 7.    | 81–92 (12)  | jesień 2018                 | 4 września 2018             | 20 listopada 2018           | wtorek 22.30                | TTV                         |
| 8.    | 93–122 (30) | wiosna 2022                 | 28 lutego 2022              | 20 kwietnia 2022            | poniedziałek–czwartek 20.05 | TTV                         |
| 9.    | od 123      | b.d.                        | b.d.                        | b.d.                        | b.d.                        | TVN Turbo                   |